# L. Birge Harrison

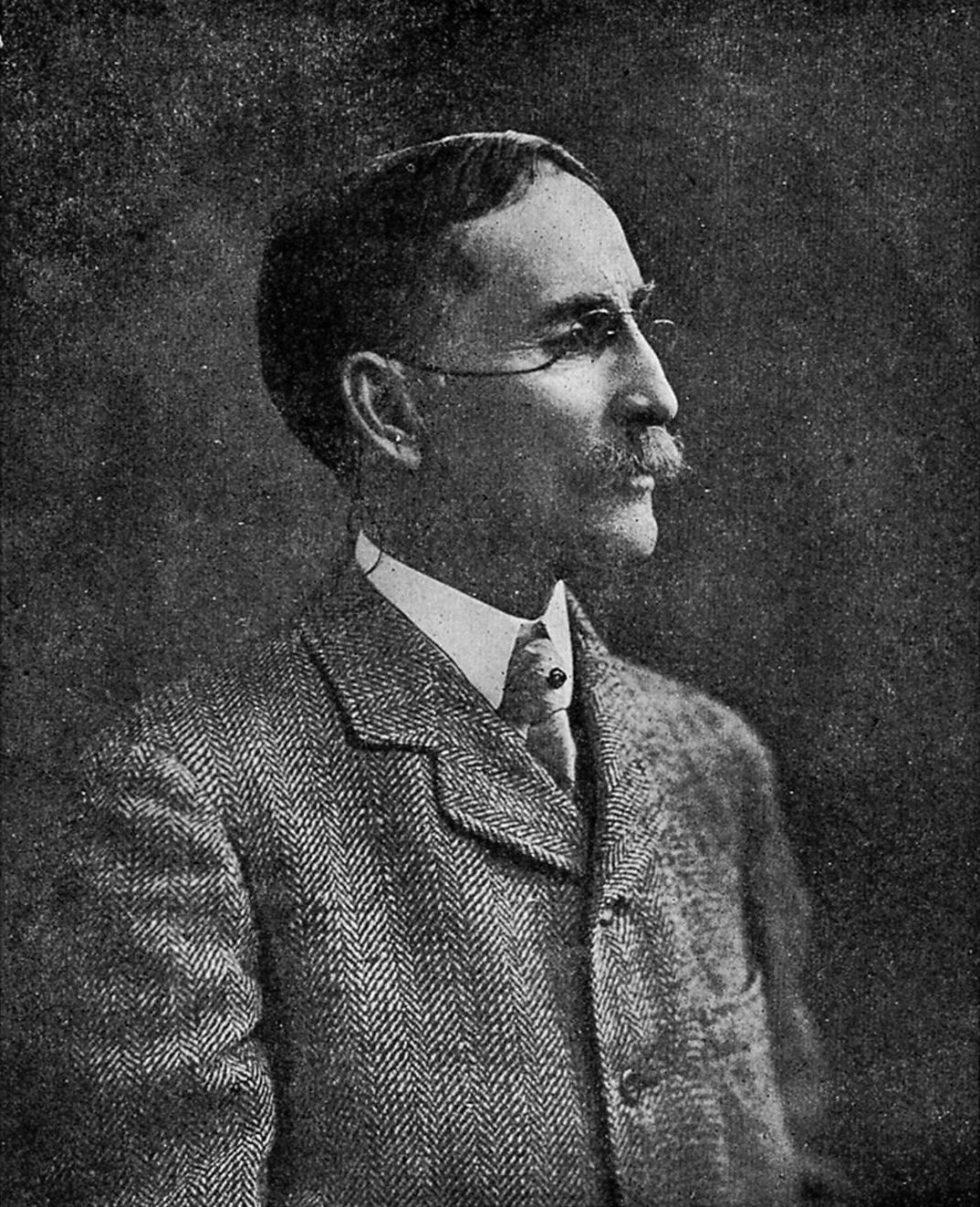
L. Birge Harrison, 1914

Lovell Birge Harrison (Filadelfia, Pensilvania, 28 de octubre de 1854-1929) fue un pintor, profesor y escritor estadounidense. Fue un destacado practicante y defensor del tonalismo .

## Trayectoria

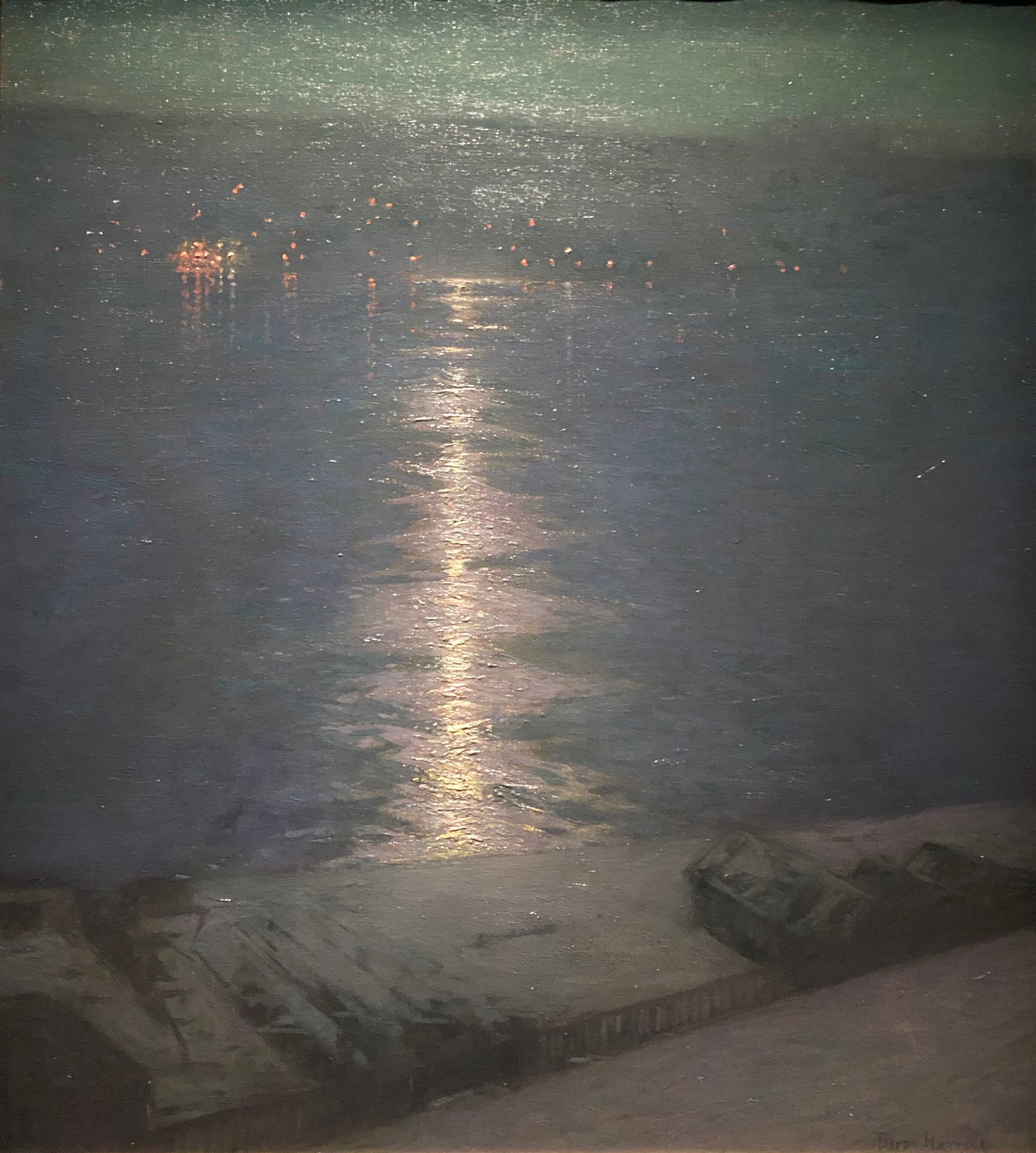
Birge Harrison - Clair de lune - Musee-Orsay

Nacido en Filadelfia, Birge Harrison era hermano del artista T. Alexander Harrison. Estudió primero en la Academia de Bellas Artes de Pensilvania en 1874 y luego reconoció a Thomas Eakins como una influencia positiva.  Después fue a París por consejo de John Singer Sargent para estudiar con Carolus-Duran y en la École des Beaux-Arts con Cabanel. En 1881, Harrison expuso en el Salón de París, y en 1882 su pintura de entrada en el Salón, Noviembre, se convirtió en una de las primeras pinturas de un artista estadounidense en ser comprada por el gobierno francés. Hablando de la pintura años después, Harrison atribuyó su estilo a "Un pintor escandinavo que me había mostrado el secreto de la pintura atmosférica ... y ... la importancia de la vibración y la refracción en la pintura de paisajes". Las pinturas de este período incluían temas campesinos que mostraban la influencia de Jules Bastien-Lepage. La paleta limitada y el estado de ánimo melancólico de las primeras obras continuarían siendo características distintivas de las pinturas de paisajes posteriores de Harrison.

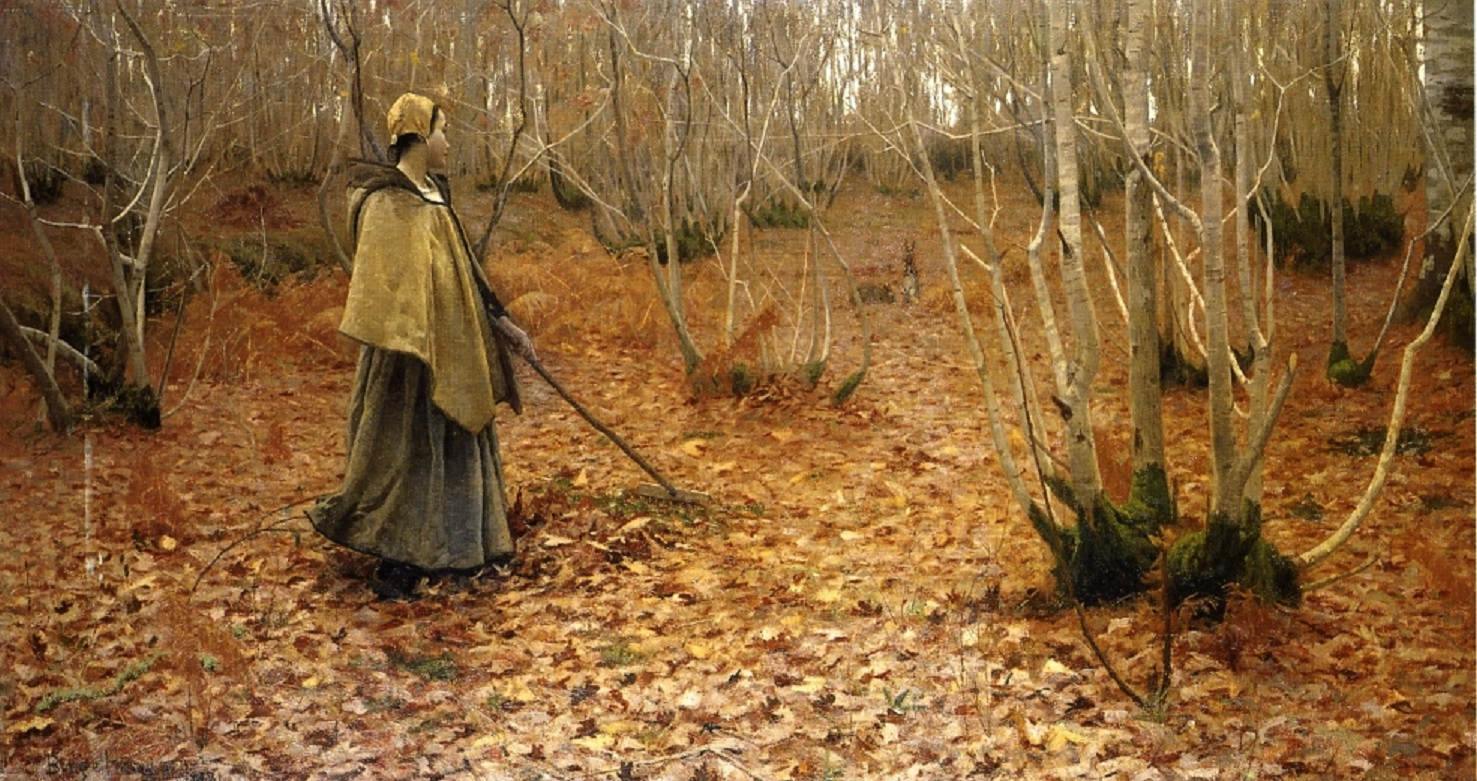
Lowell Birge Harrison, Noviembre (1881, Museo de bellas artes de Rennes)

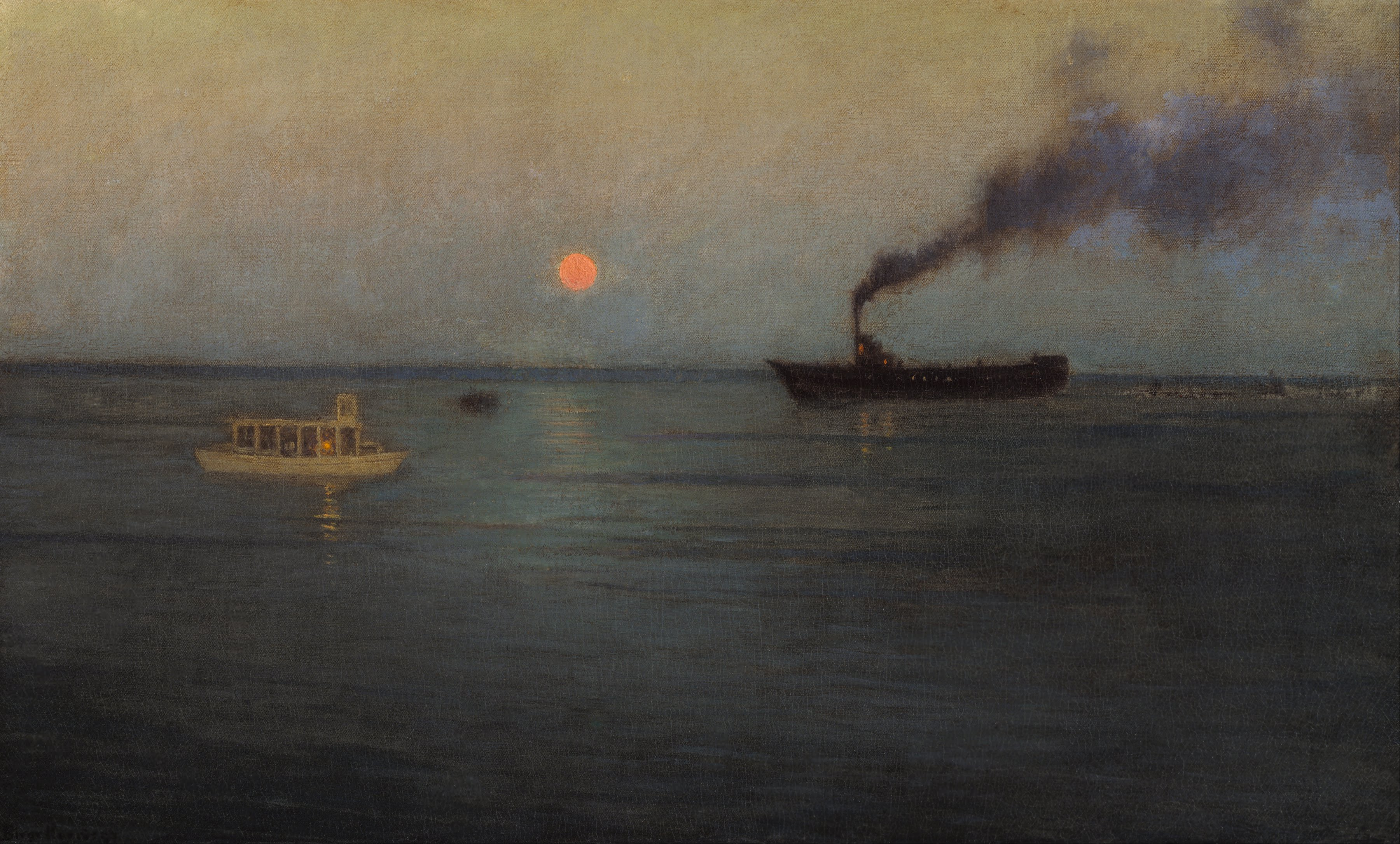
L. Birge Harrison - Rosy Moon Off Charleston Harbor - Google Art Project

Harrison conoció a la pintora australiana Eleanor Ritchie en el transcurso de sus viajes para pintar paisajes en verano;  se casaron y regresaron a Estados Unidos, donde comenzó a exponer anualmente en la Academia Nacional de Diseño, y después de 1889 en la Academia de Bellas Artes de Pensilvania. Temporalmente obligado a dejar de pintar debido a problemas de salud, pasó un tiempo considerable entre 1889 y 1893 viajando por Australia, los mares del Sur y Nuevo México, y escribió e ilustró artículos para su publicación.
En 1891, Harrison y su esposa se trasladaron a California, pero después de la muerte de ella en 1895 mientras esperaba a su primer hijo, Harrison se volvió a casar y se mudó a Plymouth, Massachusetts, donde se convirtió en líder de la escuela tonalista. Luego se trasladó nuevamente, esta vez a Woodstock, Nueva York, a principios de siglo, donde fundó una escuela basada en sus experimentos con el tonalismo. En 1906, Harrison ayudó a fundar la Escuela de Verano de la Liga de Estudiantes de Arte en Woodstock, donde sus alumnos incluirían a su sobrina, la arquitecta y pintora Margaret Fulton Spencer. Se hizo conocido especialmente por sus pinturas de paisajes en la nieve.
Harrison recibió numerosos premios y medallas, incluida la medalla de oro en la Academia de Bellas Artes de Pensilvania en 1910. Se convirtió en miembro de la Academia Nacional de Diseño en 1910, el Instituto Nacional de Artes y Letras, el Club de la Acuarela de Nueva York, la Sociedad de Artistas Estadounidenses y fue director de la escuela de paisaje de la Art Students League.
En 1909, las conferencias de Harrison se publicaron en un libro titulado Landscape Painting. El libro fue citado como "una publicación estándar para los estudiantes, y fue mencionado como "un buen comentario sobre la técnica del oficio". Según el historiador de arte William H. Gerdts, Harrison era entonces "el escritor líder en Estados Unidos sobre pintura de paisajes contemporáneos". La obra de Harrison revela interés en la percepción retinal del color y en la armonía tonal; creía que el término impresionismo describía no solo el movimiento reciente en la pintura francesa, sino que se refería a cualquier obra realizada "honesta y sinceramente" ante la naturaleza. La pintura de Harrison ejemplificó las lecciones que enseñó, enfatizando la práctica de la observación al aire libre en lugar de la facilidad técnica.
Los alumnos de Harrison incluyeron a Florence Ballin Cramer,  Mary Gine Riley y Florence Thaw.

## Pinturas
- Crepúsculo de invierno (1910, 30 x 40 cm)
- Prado en Connecticut
- Noviembre (1881, Musée des beaux-arts de Rennes, Francia)
- El moulin rouge (1909)[7]
- Quinta Avenida en invierno [8]
- Una bocanada de vapor [9]